# Міжнародний день перекладача
Міжна́родний день перекладача́ (англ. International Translation Day) відзначається 30 вересня. Проголошено Міжнародною федерацією перекладачів (фр. International Fédération Internationale des Traducteurs, FIT).
Міжнародна федерація перекладачів проводила святкування у цей день від часу заснування у 1953 році. У 1991 році було запропоновано відзначати День перекладача як міжнародний.

## Історія
30 вересня 420 року помер святий Єронім Стридонський (англ. Saint Jerome of Stridonium) — один із чотирьох латинських отців Церкви, письменник, історик, перекладач.
Ієронім Стридонський здійснив переклад тексту Біблії з грецької та гебрейської мов на тогочасну латинську мову. Його переклад називається Вульгата (Vulgata) і до сьогодні є офіційним біблійним текстом Римо-католицької церкви. Крім того, вважається, що Ієронім був творцем глаголиці.[джерело?]

## Девізи
Щороку Міжнародний день перекладача проходить під певним девізом, який відображає суть програми святкування і спрямований на розвиток міжкультурної спільноти.
- 2024 — Переклад це мистецтво, варте захисту (англ. Translation, an art worth protecting).
- 2023 — Переклад розкриває багатогранність людства (англ. Translation unveils the many faces of humanity)[4].
- 2022 — Світ без бар'єрів: роль мовників у розбудові культури, взаєморозуміння та міцного миру (англ. A World without Barriers: The Role of Language Professionals in Building Culture, Understanding and lasting Peace).
- 2021 — Об'єднані у перекладі (англ. United in translation).
- 2020 — У пошуку слів для кризи світу (англ. Finding the words for a world in crisis).
- 2019 — Переклад та автохтонні мови (англ. Translation and Indigenous Languages).
- 2018 — Переклад: сприяння розвитку культурного спадку в часи змін (англ. Translation: promoting cultural heritage in changing times).
- 2017 — Переклад і різноманіття (англ. Translation and Diversity).
- 2016 — Усний і письмовий переклад: з'єднуючи світи (англ. Translation and Interpreting: Connecting Worlds).
- 2015 — Обличчя перекладу, що змінюється (англ. The Changing Face of Translation and Interpreting).
- 2014 — Мовні права — важлива частина прав людини (англ. Language Rights: Essential to All Human Rights).
- 2013 — Поза лінгвістичними бар'єрами — об'єднаний світ (англ. Beyond Linguistic Barriers - A United World).
- 2012 — Переклад як міжкультурна комунікація (англ. Translation as Intercultural Communication).
- 2011 — Переклад — міст між культурами (англ. Translation: Bridging Cultures).
- 2010 — Стандарт якості багатоголосого світу (англ. Quality Standard for a Variety of Voices)[5].
- 2009 — Працюємо разом
- 2008 — Термінологія: слова мають значення
- 2007 — Не стріляйте у вісника
- 2006 — Багато мов — одна професія
- 2005 — Відповідальність перекладача перед професією та суспільством

В Україні відповідні заходи, зокрема науково-практичні конференції, проводить «Українська асоціація перекладачів».